# Grand Prix Internacional Costa Azul
Il Grand Prix Internacional Costa Azul (it. Gran Premio Internazionale della Costa Azul) era una corsa a tappe maschile di ciclismo su strada che si svolse nel territorio della Costa Azul, in Portogallo, nel 2005 e nel 2006 nel mese di febbraio. Faceva parte del circuito UCI Europe Tour come classe 2.1.

## Albo d'oro
Aggiornato all'edizione 2006.
| Anno | Vincitore     | Secondo        | Terzo         |
| ---- | ------------- | -------------- | ------------- |
| 2005 | Rubén Plaza   | Bernhard Eisel | Enrico Degano |
| 2006 | Robbie McEwen | Bernhard Eisel | Giosuè Bonomi |